# بارت إيفانز
بارت إيفانز (بالإنجليزية: Bart Evans)‏ هو لاعب كرة قاعدة أمريكي، ولد في 30 ديسمبر 1970 في سبرينغفيلد في الولايات المتحدة.